# Сан-Карло
Сан-Карло (італ. Teatro di San Carlo) — оперний театр в Неаполі (Італія), найстаріший з існуючих оперних театрів. Був побудований за наказом Карла III для заміни зношеного театру Сан Бартоломео (1621). Відкрився 4 листопада 1737 постановкою опери Доменіко Сарро (на лібретто П'єтро Метастазіо) «Ахілл на Скіросі». У театральному залі поміщалося до 3 300 глядачів, що робило його самим містким у світі. У 1815—1822 роках театром Сан Карло завідував Джоаккіно Россіні, а в 1822—1838 роках — Гаетано Доніцетті, в 1850-х роках — Ніколя Бокса. Будівля була перебудована після пожежі 1816 року, потім оновлювалося в 1845, 1854 і після бомбардувань 1943 року.